# Phorocera amurensis
Phorocera amurensis är en tvåvingeart som beskrevs av Chao 1964. Phorocera amurensis ingår i släktet Phorocera och familjen parasitflugor. Inga underarter finns listade i Catalogue of Life.